# Taufe Jesu (Andrésy)

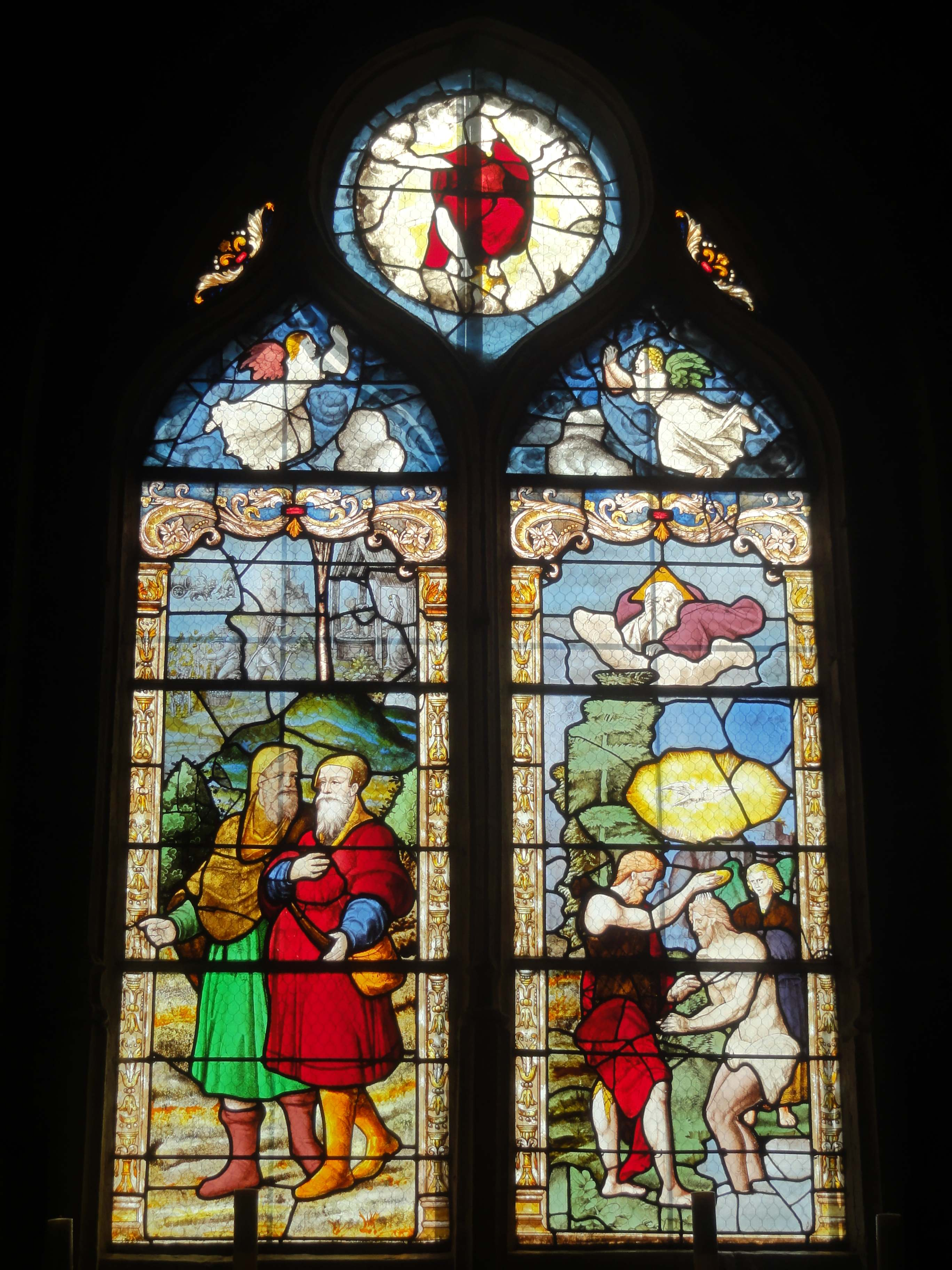
Fenster Taufe Jesu in Andrésy

Das Fenster Taufe Jesu in der katholischen Pfarrkirche St-Germain-de-Paris in Andrésy, einer Gemeinde im Département Yvelines der französischen Region Île-de-France, wurde Mitte des 16. Jahrhunderts geschaffen. Das Bleiglasfenster wurde 1908 als Monument historique in die Liste der geschützten Objekte (Base Palissy) in Frankreich aufgenommen.

## Beschreibung
Das 2,50 Meter hohe und 1,30 Meter breite Fenster Nr. 2 wurde von einer unbekannten Werkstatt geschaffen. Es stellt rechts die Taufe Jesu durch Johannes den Täufer und links die Emmausjünger dar. Über der Taufszene schwebt Gottvater.   
Das nicht mehr vollständig erhaltene Fenster wurde um 1879 von Nicolas Lorin restauriert und ergänzt. Im Maßwerk wurden 1986 die Darstellung der Majestas Domini und die Engel rechts und links vom Atelier Hermet-Juteau, dem Nachfolger der Werkstatt von Lorin, ergänzt.
Neben dem Fenster Taufe Jesu sind noch weitere vier Fenster aus dem 16. Jahrhundert in der Kirche erhalten: Geburt Johannes des Täufers, Wurzel-Jesse-Fenster, Apostel Petrus und Reicher Mann und armer Lazarus.

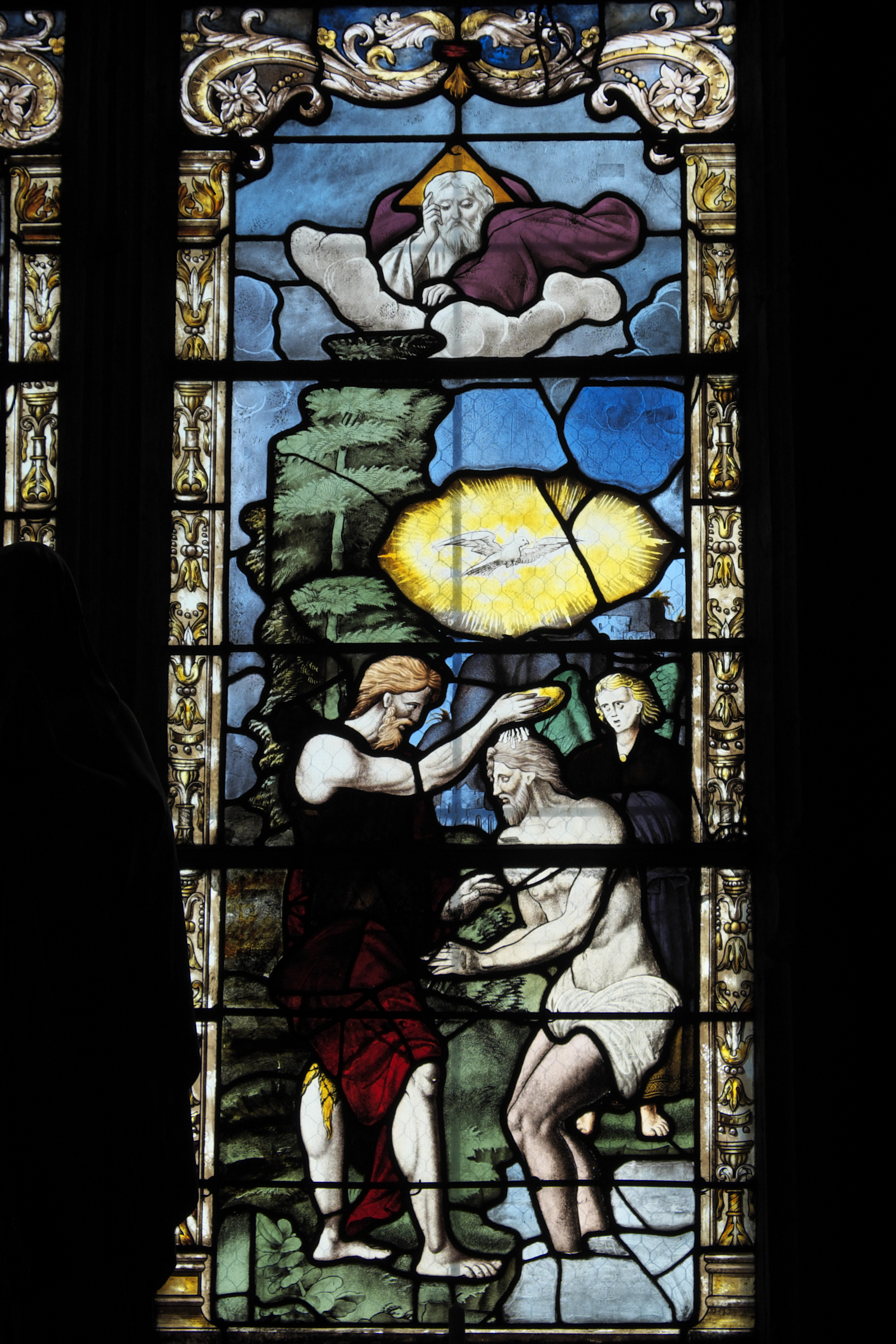
Taufe Jesu
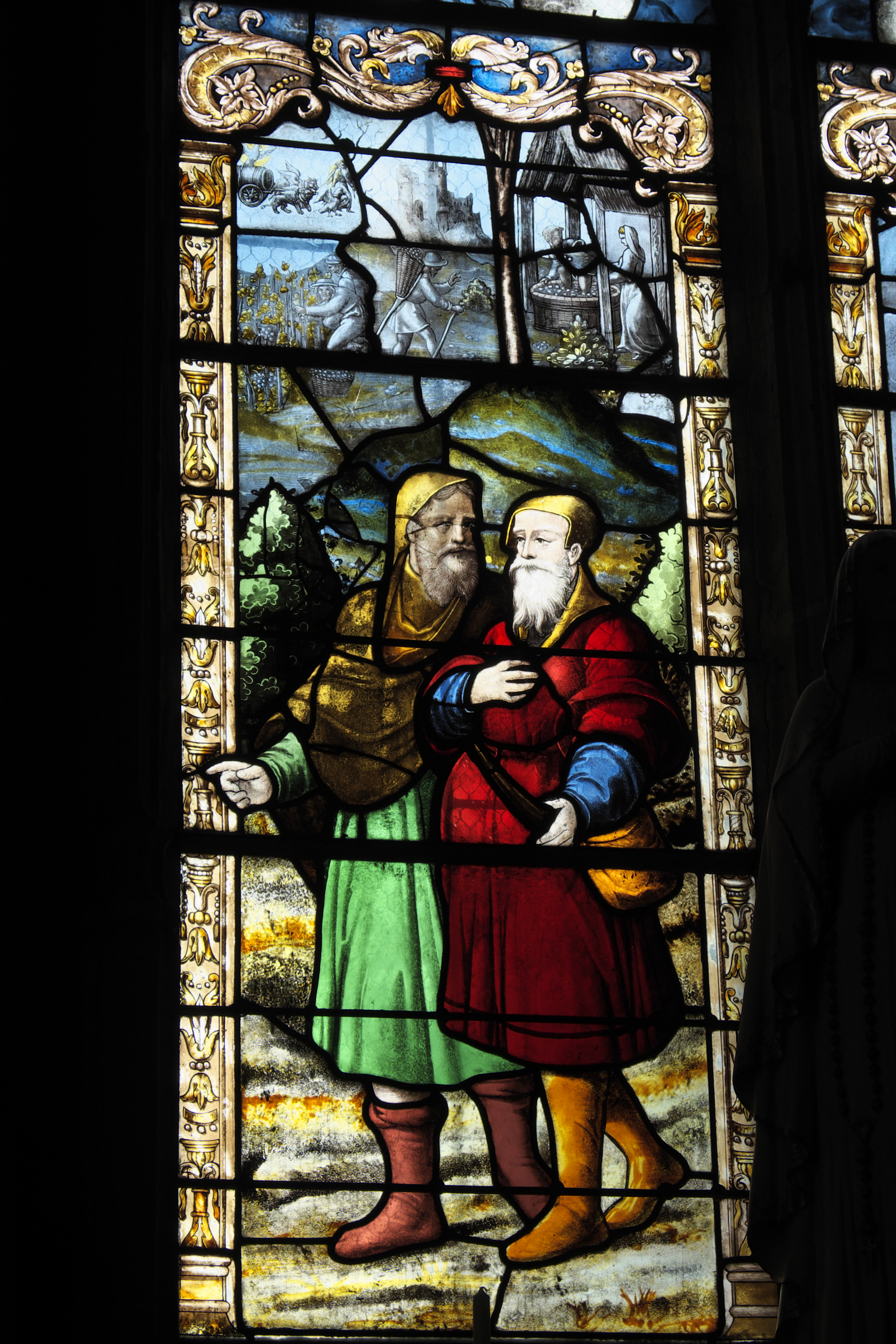
Emmausjünger
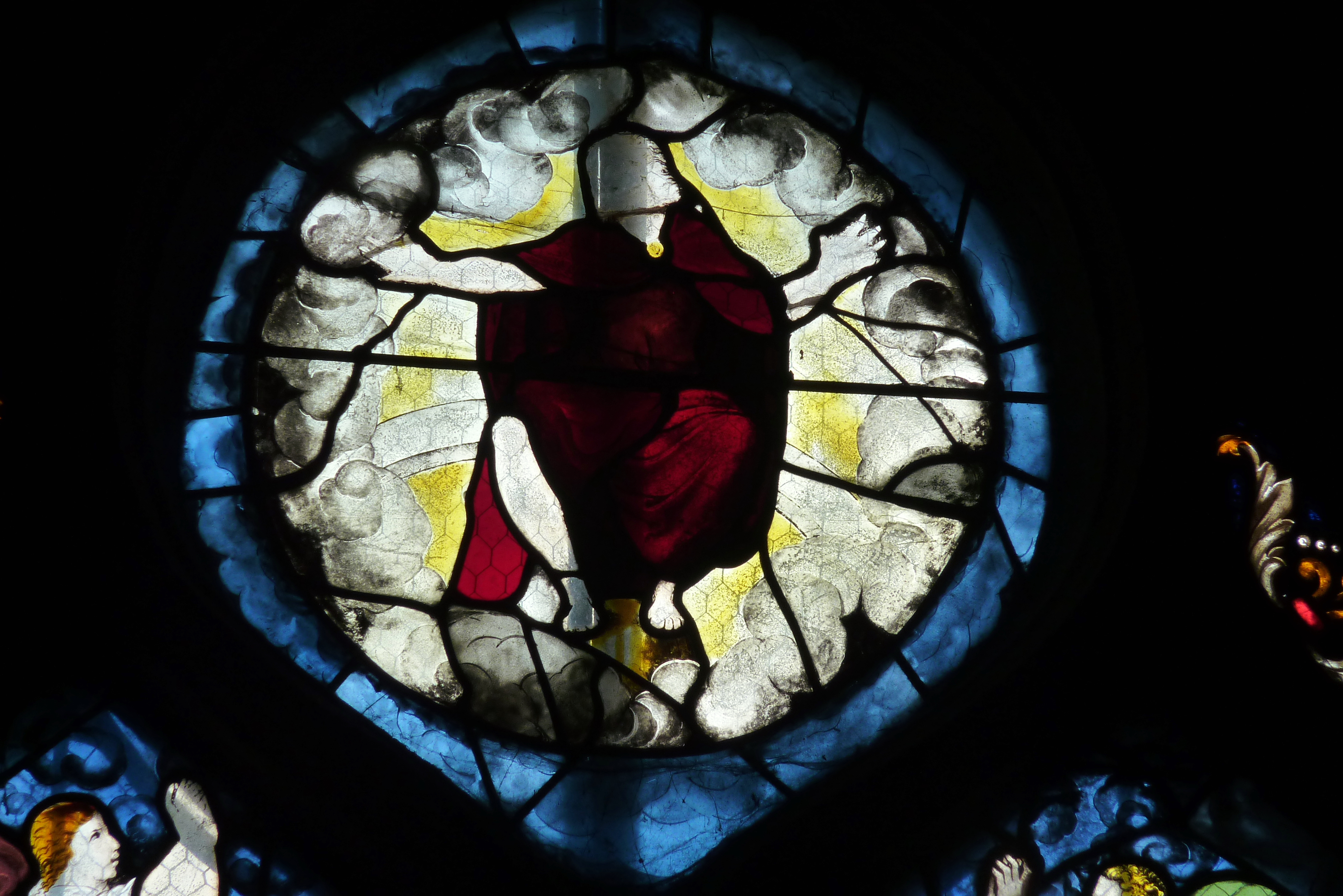
Maßwerk mit Majestas Domini
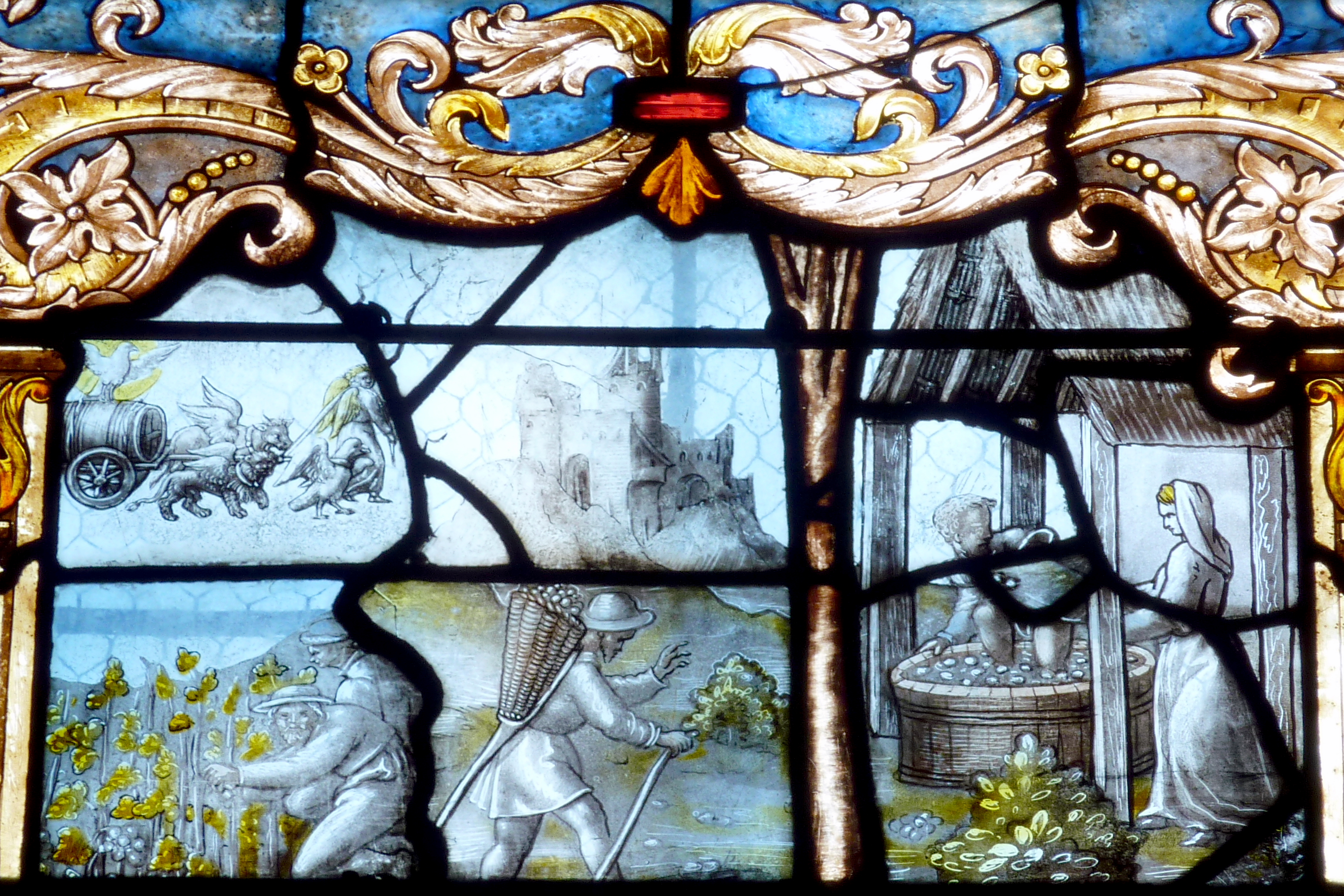
Ländliches Leben mit Arbeit im Weinberg